# Rebelião de Stonewall
A Rebelião de Stonewall, também conhecida como Revolta de Stonewall ou simplesmente Stonewall, foi uma série de protestos espontâneos realizados por membros da comunidade LGBT em resposta a uma batida policial que começou nas primeiras horas da manhã de 28 de junho de 1969, no Stonewall Inn no bairro de Greenwich Village, em Lower Manhattan, na cidade de Nova York. Os frequentadores do Stonewall, outros bares lésbicos e gays do Village e pessoas do bairro reagiram quando a polícia se tornou violenta. Os protestos são amplamente considerados o evento-chave que transformou o movimento de liberação gay e a luta do século XX pelos direitos LGBT nos Estados Unidos.
Como era comum para bares gays americanos na época, o Stonewall Inn era de propriedade da Máfia. Embora as batidas policiais em bares gays fossem rotineiras na década de 1960, os policiais perderam rapidamente o controle da situação no Stonewall Inn em 28 de junho de 1969. As tensões entre a Polícia de Nova York e os residentes gays do Greenwich Village se transformaram em mais protestos na noite seguinte e novamente várias noites depois. Em poucas semanas, os residentes do Village se organizaram em grupos ativistas exigindo o direito de viver abertamente em relação à sua orientação sexual, e sem medo de serem presos. As novas organizações ativistas concentraram-se em táticas confrontacionais e, em poucos meses, três jornais foram criados para promover os direitos de homens gays e lésbicas.
Um ano após a revolta, em comemoração ao aniversário em 28 de junho de 1970, as primeiras paradas do orgulho gay ocorreram em Chicago, Los Angeles, Nova York e São Francisco. Em poucos anos, organizações de direitos gays foram fundadas nos Estados Unidos e no mundo. Hoje, eventos de orgulho LGBT são realizados anualmente em todo o mundo em junho, em homenagem aos protestos de Stonewall.
O Monumento Nacional Stonewall foi estabelecido no local em 2016. Estima-se que 5 milhões de pessoas tenham participado das comemorações do 50º aniversário dos protestos de Stonewall, e em 6 de junho de 2019, o Comissário de Polícia de Nova York, James P. O'Neill, fez um pedido formal de desculpas pelas ações dos policiais em Stonewall em 1969.

## Antecedentes

### Homossexualidade nos Estados Unidos do século XX
De acordo com o historiador Barry Adam, após a agitação social da Segunda Guerra Mundial, muitas pessoas nos Estados Unidos sentiram um fervoroso desejo de "restaurar a ordem social pré-guerra e impedir as forças de mudança". Impulsionada pela ênfase nacional no anticomunismo, o senador Joseph McCarthy realizou audiências à procura de comunistas no governo e no Exército dos Estados Unidos, e em outras agências e instituições financiadas pelo governo, levando a uma paranoia nacional. Anarquistas, comunistas e outras pessoas consideradas "não americanas" e "subversivas" foram consideradas riscos de segurança. Os homossexuais foram incluídos nesta lista pelo Departamento de Estado dos Estados Unidos na teoria de que eles eram "suscetíveis a chantagem". Em 1950, uma investigação do Senado presidida por Clyde R. Hoey observou em um relatório: "Geralmente acredita-se que aqueles que se envolvem em atos abertos de perversão não têm a estabilidade emocional das pessoas normais" e disse que todas as agências de inteligência do governo "estão totalmente de acordo em que os pervertidos sexuais no governo constituem riscos de segurança". Entre 1947 e 1950, 1,7 mil pedidos de emprego federal foram negados, 4 380 pessoas foram dispensadas das forças armadas e 420 foram demitidos de seus empregos do governo por suspeitas de homossexualidade.
Ao longo dos anos 1950 e 1960, o Federal Bureau of Investigation (FBI) e os departamentos policiais continham listas de homossexuais conhecidos, seus estabelecimentos favoritos e seus amigos; o Serviço Postal dos Estados Unidos acompanhava os endereços onde material referente à homossexualidade era enviado. Os governos estaduais e locais seguiram o exemplo: os bares que atendiam aos homossexuais eram fechados e seus clientes eram presos e expostos nos jornais. As cidades realizavam "varreduras" para "livrar" bairros, parques, bares e praias de pessoas gays. Eles proibiram o uso de roupas de outro gênero sexual e as universidades expulsaram professores suspeitos de serem homossexuais. Milhares de homens e mulheres homossexuais foram humilhados publicamente, agredidos fisicamente, demitidos, encarcerados ou institucionalizados em hospitais psiquiátricos. Muitos viveram vidas duplas, mantendo suas vidas privadas secretas e separadas das suas vidas profissionais.
Em 1952, a Associação Americana de Psiquiatria classificou a homossexualidade no Manual Diagnóstico e Estatístico de Transtornos Mentais (DSM) como uma doença mental. Um estudo em larga escala sobre a homossexualidade feito em 1962 foi usado para justificar a inclusão da desordem como um suposto medo patológico e oculto do sexo oposto causado por relações traumáticas entre pais e filhos. Esta visão era amplamente influente entre profissionais médicos da época. Em 1956, no entanto, a psicóloga Evelyn Hooker realizou um estudo que comparou a felicidade e a natureza bem ajustada de homens auto-identificados como homossexuais com homens heterossexuais e não encontrou qualquer diferença. Seu estudo surpreendeu a comunidade médica e ela tornou-se uma heroína para muitos homossexuais de ambos os sexos (homens gays e mulheres lésbicas). A homossexualidade, no entanto, permaneceu no DSM até o ano de 1973.

### Ativismo homossexual
Em resposta a essa tendência, duas organizações se formaram, independentemente uma da outra, para promover a causa dos homossexuais e oferecer oportunidades sociais, onde gays e lésbicas poderiam socializar sem medo de serem presos. Os homossexuais da área de Los Angeles criaram a Sociedade Mattachine em 1950, na casa do ativista comunista Harry Hay. Seus objetivos eram unificar os homossexuais e educá-los, além de liderar e auxiliar os chamados "desviantes sexuais" com problemas legais. Diante de uma enorme oposição à sua abordagem radical, em 1953, a Mattachine mudou seu foco para a assimilação e a respeitabilidade. Eles argumentaram que mudariam mais mentes sobre a homossexualidade provando que gays e lésbicas eram pessoas normais, que não eram diferentes dos heterossexuais. Logo depois, várias mulheres em São Francisco se encontraram em suas salas de estar para formar a Daughters of Bilitis (DOB), para lésbicas. Embora as oito mulheres que criaram a DOB inicialmente tenham se reunido para poderem ter um lugar seguro para dançar, à medida que a DOB cresceu, elas desenvolveram objetivos semelhantes aos da Mattachine e instaram seus membros a se unirem à sociedade em geral.
Um dos primeiros desafios criados pela repressão do governo veio em 1953. Uma organização chamada ONE, Inc. publicou uma revista chamada ONE. O Serviço Postal dos EUA se recusou a enviar a edição de agosto, que dizia respeito a homossexuais em casamentos heterossexuais, com o argumento de que o material era obsceno, apesar de estar coberto por papelão marrom. O caso finalmente foi ao Supremo Tribunal, que em 1958 decidiu que a ONE, Inc. poderia enviar seus materiais através do Serviço Postal.
As organizações homofásicas — como os grupos homossexuais eram chamados na época — cresceram em número e se espalharam para a Costa Leste. Gradualmente, os membros dessas organizações ficaram mais ousados. Frank Kameny fundou a Mattachine de Washington, DC. Ele foi demitido do Serviço de Mapas do Exército dos EUA por ser homossexual e entrou na Justiça, sem sucesso, para ser reintegrado. Kameny escreveu que os homossexuais não eram diferentes dos heterossexuais, muitas vezes visando seus esforços em profissionais de saúde mental, alguns dos quais assistiram a reuniões da Mattachine e da DOB dizendo aos seus membros que eles eram anormais. Em 1965, Kameny, inspirado pelo Movimento dos Direitos Civis, organizou um piquete na Casa Branca e em outros edifícios governamentais para protestar contra a discriminação no trabalho. Os piquetes chocaram muitas pessoas homossexuais e derrubaram algumas das lideranças da Mattachine e da DOB. Ao mesmo tempo, as manifestações no Movimento dos Direitos Civis e a oposição à Guerra do Vietnã cresceram em proeminência, frequência e gravidade durante a década de 1960, assim como seus confrontos com as forças policiais.

### Distúrbios da cafeteria de Compton
Nas margens externas das poucas e pequenas comunidades homossexuais estavam as pessoas que desafiavam as expectativas de gênero. Eram homens afeminados e mulheres masculinizadas, ou homens e mulheres transgêneros. A nomenclatura contemporânea os classificava como travestis e essas pessoas eram os representantes mais visíveis das minorias sexuais. Eles contradiziam a imagem cuidadosamente elaborada retratada pela Mattachin e pela DOB, que afirmavam que homossexuais eram pessoas respeitáveis e normais. A Mattachine e a DOB consideravam os julgamentos de pessoas por usarem roupas do gênero oposto como um paralelo às lutas das organizações homofásicas: semelhantes, mas distintamente separados. Homossexuais e transgêneros organizaram uma pequena revolta no café Cooper Do-nuts em Los Angeles, em 1959, em resposta ao assédio policial.
Em um evento maior, em 1966, em São Francisco, drag queens, garotos de programa e travestis estavam sentadas na cafeteria Compton's quando a polícia chegou para prender homens vestidos de mulher. Surgiu então um motim, quando os clientes jogaram lanches, pratos e pires da cafeteria. Eles quebraram as janelas de acrílico da frente do restaurante e retornaram vários dias depois para quebrar as janelas novamente depois delas terem sido substituídas. A professora Susan Stryker classifica o tumulto da cafeteria Compton's como um "ato de discriminação anti-transgênero, em vez de um ato de discriminação contra a orientação sexual" e conecta a revolta às questões de gênero, raça e classe que estavam sendo minimizadas pelas organizações homofásicas. Ela marcou o início do ativismo transgênero em São Francisco.

### Greenwich Village

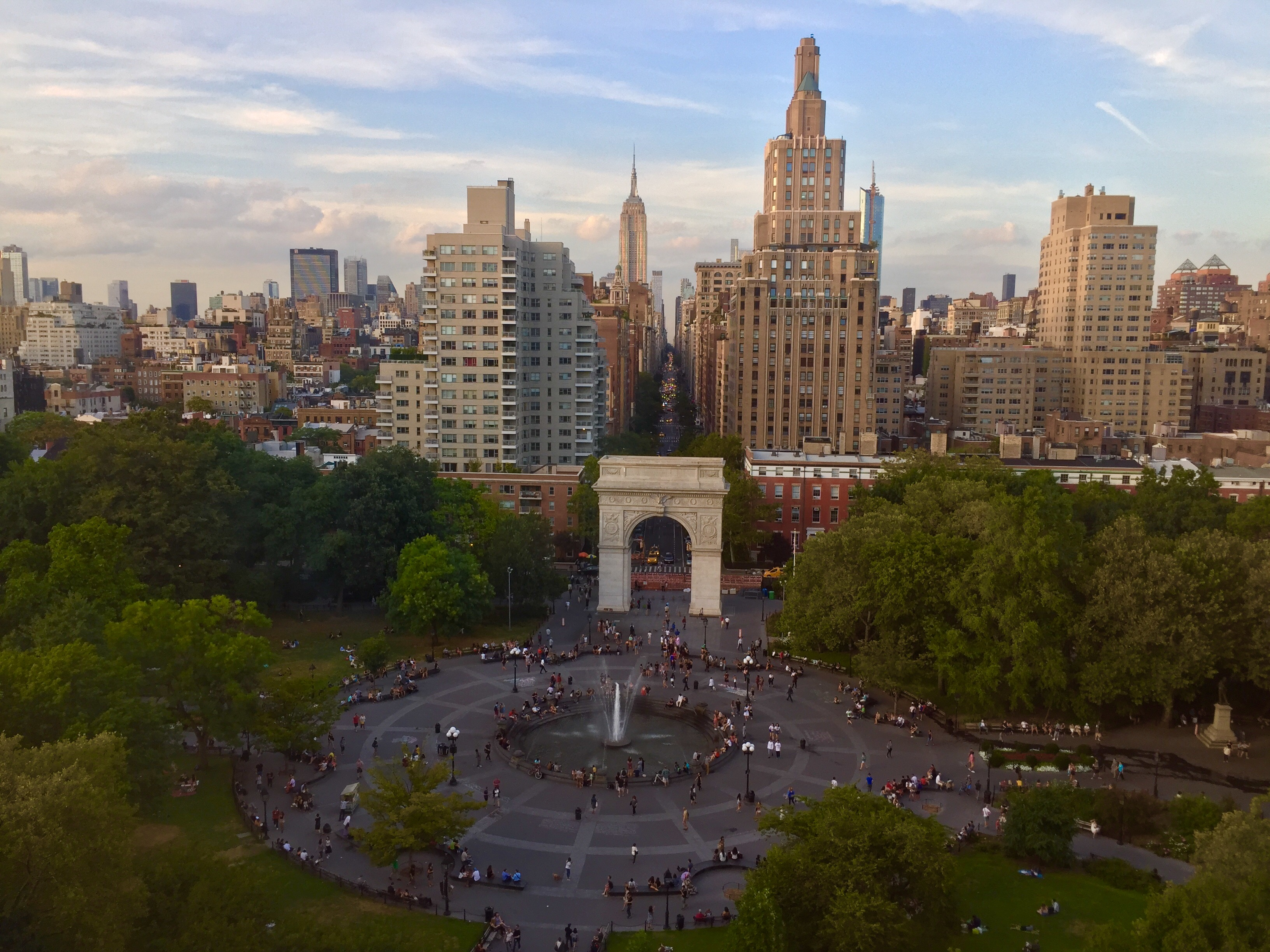
Uma fotografia do Washington Square Park em Greenwich Village.

Os bairros de Greenwich Village e Harlem, em Manhattan, eram o lar de uma importante população homossexual após a Primeira Guerra Mundial, quando os homens e as mulheres que haviam servido nas Forças Armadas dos Estados Unidos aproveitaram a oportunidade de se instalar em cidades maiores. Os enclaves de gays e lésbicas, descritos por um jornal como "mulheres de cabelos curtos e homens de cabelos longos", desenvolveram uma subcultura distinta nas duas décadas seguintes. A proibição de bebidas alcoólicas inadvertidamente beneficiou os estabelecimentos gays, pois beber álcool era algo reservado ao subsolo, assim como outros comportamentos considerados imorais. A cidade de Nova York aprovou leis contra a homossexualidade em empresas públicas e privadas, mas como o álcool tinha alta demanda, as bebidas alcoólicas e os estabelecimentos de bebidas improvisados eram tão numerosos e temporários que as autoridades não conseguiam policiar todos eles.
A repressão social da década de 1950 resultou em uma revolução cultural em Greenwich Village. Um grupo de poetas, mais tarde chamado de geração beat, escreveu sobre os males da organização social na época, glorificando a anarquia, as drogas e os prazeres hedonistas sobre a conformidade social incontestável, o consumismo e a mentalidade fechada. Entre eles, Allen Ginsberg e William S. Burroughs — ambos residentes de Greenwich Village — também escreveram, sem rodeios e honestamente, sobre a homossexualidade. Seus escritos atraíram pessoas simpatizantes e de mentalidade liberal, bem como homossexuais à procura de uma comunidade que os aceitasse.
No início da década de 1960, uma campanha para "livrar" a cidade de Nova York dos bares homossexuais estava em curso por ordem do prefeito Robert F. Wagner, Jr., que estava preocupado com a imagem da cidade, que se preparava para receber a Feira Mundial de 1964. A cidade revogou as licenças dos bares e policiais secretos trabalharam para atrapalhar tantos homens homossexuais quanto possível. O envolvimento geralmente consistia em um oficial secreto que encontrava um homem em um bar ou parque público e que o envolvia em uma conversa; se a conversa se dirigisse para a possibilidade de que eles pudessem sair juntos — ou que o oficial comprasse uma bebida para o homem — ele era preso por solicitação. Uma história no New York Post descreveu uma prisão em um vestiário de ginástica, onde o oficial agarrou a virilha do homem enquanto gemia e, quando o homem perguntou se ele estava bem, acabou sendo preso pelo policial disfarçado. Poucos advogados defendiam casos como esses.
A Sociedade Mattachine pediu ao prefeito recém-eleito John Lindsay para acabar com a campanha anti-homossexual na cidade de Nova York. Eles tinham uma relação mais difícil com o New York State Liquor Authority (SLA). Embora nenhuma lei proibisse servir os homossexuais, os tribunais permitiram os critérios do SLA na aprovação e revogação de licenças para empresas que poderiam se tornar "desordenadas". Apesar da alta população de gays e lésbicas que moravam em Greenwich Village, existiam poucos lugares, além de bares, onde eles podiam se reunir abertamente sem serem assediados ou presos. Em 1966, a Mattachine de Nova York realizou um "sit-in" em um bar Greenwich Village chamado Julius, que era frequentado por homens gays, para ilustrar a discriminação que os homossexuais enfrentavam.
Nenhum dos bares frequentados por gays e lésbicas era de propriedade de pessoas gays. Quase todos eles eram detidos e controlados pela crime organizado, que tratava os clientes mal e cobrava caro demais por bebidas alcoólicas. No entanto, eles também pagavam a polícia para evitar os ataques frequentes.

### Stonewall Inn

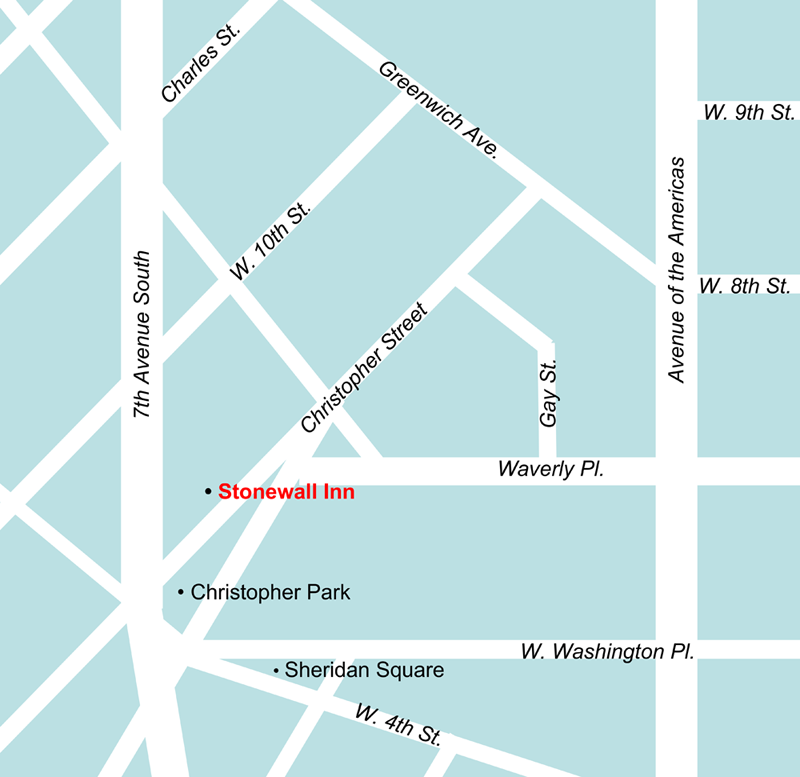
Localização do Stonewall Inn em relação a Greenwich Village

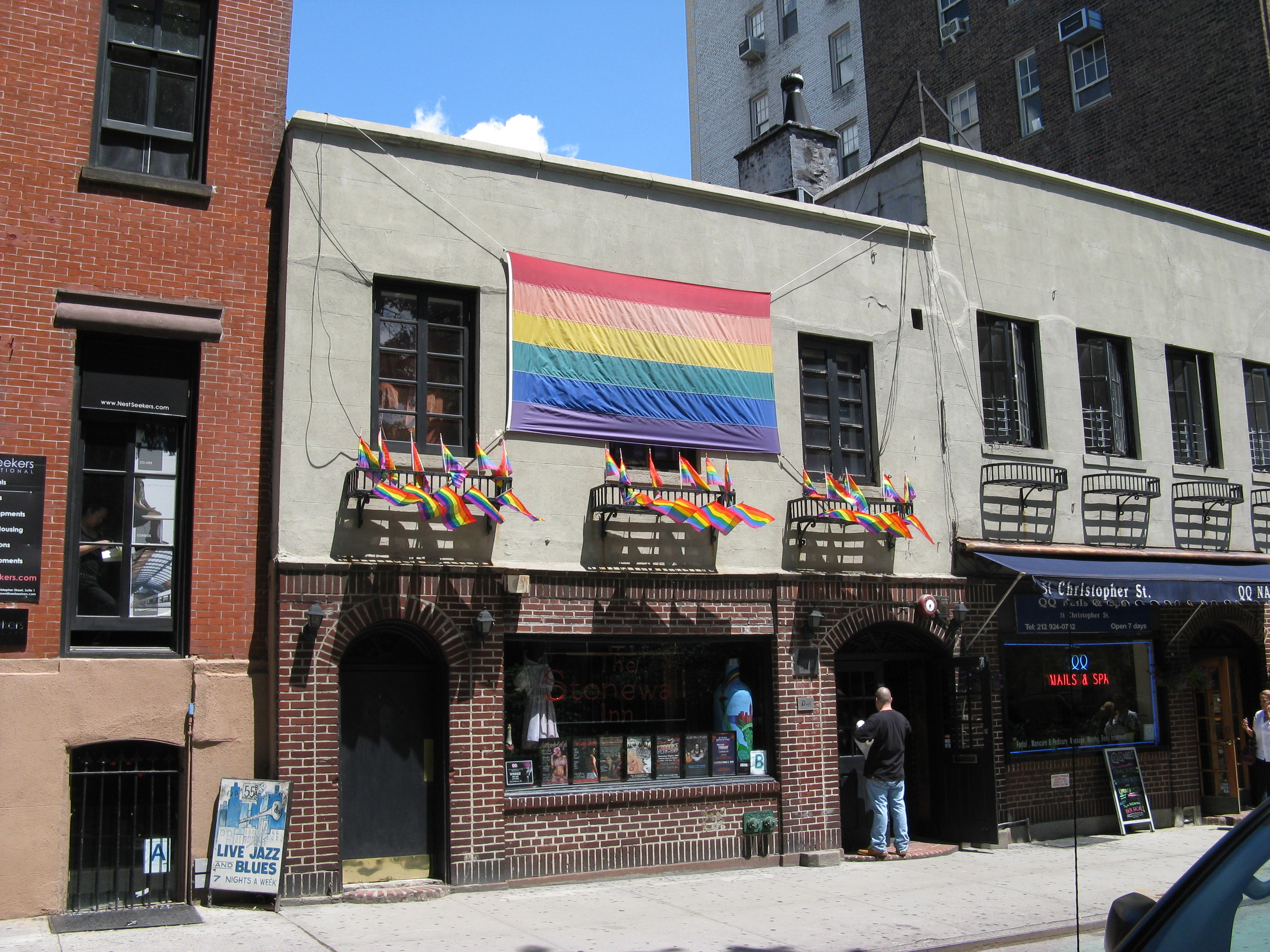
O Stonewall Inn em 2012

O Stonewall Inn, localizado entre os números 51 e 53 da rua Christopher, juntamente com vários outros estabelecimentos da cidade, era de propriedade da organização criminosa conhecida como Família Genovese. Em 1966, três membros da máfia investiram 3.500 dólares para transformar o Stonewall Inn em um bar gay, depois de ter sido um restaurante e uma boate para heterossexuais. Uma vez por semana, um policial recebia envelopes de dinheiro como recompensa; o Stonewall Inn não tinha licença para vender bebida alcoólica. Não havia água corrente no bar — os copos usados eram passados em banheiras cheias d'água e imediatamente reutilizados. Não havia saídas de emergência e os banheiros inundavam constantemente. Embora o bar não fosse usado para prostituição, vendas de medicamentos e outras "transações em dinheiro" ocorriam. Era o único bar para homens gays na cidade de Nova York onde a dança era permitida; a dança era seu principal atrativo desde a sua reabertura como clube gay.
Os visitantes do Stonewall Inn, em 1969, eram recebidos por um "leão de chácara" que os inspecionava através de um miradouro na porta. A idade legal para beber era de 18 anos e, para evitar a entrada de policiais disfarçados (que eram chamados de "Lily Law", "Alice Blue Gown" ou "Betty Badge"), os visitantes deveriam ser conhecidos pelo porteiro, ou deveriam parecer gays. O preço da entrada nos fins de semana era de 3 dólares, pelos quais o cliente recebia dois ingressos que poderiam ser trocados por duas bebidas. Os clientes eram obrigados a assinar seus nomes em um livro para provar que o bar era um "clube de bebidas" privado, mas raramente assinavam seus nomes reais. Havia duas pistas de dança no Stonewall; o interior era pintado de preto, o que o tornava muito escuro, com luzes de gel pulsantes ou luzes negras. Se a polícia aparecesse, luzes brancas regulares eram ligadas, indicando que todos deveriam parar de dançar ou tocar. Na parte traseira do bar havia uma sala menor frequentada pelas "queens"; era um dos dois bares onde os homens efeminados que usavam maquiagem e montavam seus cabelos (embora vestidos com roupas masculinas) podiam ir. Somente algumas travestis ou drag queens eram autorizadas. Os clientes eram "98% homens", mas algumas lésbicas às vezes iam ao bar. Adolescentes sem-teto mais jovens, que dormiam no próximo ao Parque Christopher, tentavam frequentemente entrar, para que os clientes comprassem bebidas para eles. A idade da clientela variava entre adolescentes mais velhos e pessoas perto dos 30 anos e a mistura racial era uniformemente distribuída entre clientes brancos, negros e hispânicos. Por causa de sua mistura uniforme de pessoas, sua localização e a atração da dança, o Stonewall Inn era conhecido por muitos como "o bar gay na cidade".
As incursões policiais em bares LGBT+ eram frequentes, e ocorriam em média uma vez por mês em cada bar. Muitos bares mantinham bebidas extras em um painel secreto atrás do bar, ou em um carro, para facilitar a retomada dos negócios o mais rápido possível caso o álcool fosse apreendido pelos policiais. Os donos dos bares geralmente sabiam das invasões de antemão devido a vazamentos da polícia e as incursões ocorriam com antecedência. Durante uma incursão policial típica, as luzes eram ligadas, os clientes eram alinhados e as suas identidades eram verificadas. Aqueles sem identificação, drags e transgêneros eram presos; outros podiam partir. Alguns dos homens, incluindo aqueles vestidos com roupas femininas, usavam seus cartões de conscrição como identificação. As mulheres eram obrigadas a usar três peças de roupa feminina ou seriam presas se não as usassem. Os funcionários e a administração dos bares também eram, geralmente, detidos. O período imediatamente anterior a 28 de junho de 1969 foi marcado por incursões frequentes a bares locais — incluindo uma invasão no Stonewall Inn na terça-feira antes dos tumultos — e o fechamento do Damierboard, do Tele-Star e de outros dois clubes em Greenwich Village.

## Motins

### Ataque da polícia

Planta do Stonewall Inn em 1969.

Às 1h20 da manhã, no sábado, dia 28 de junho de 1969, quatro policiais com roupas civis, dois oficiais de patrulha de uniforme, o detetive Charles Smythe e o inspetor-adjunto Seymour Pine chegaram nas portas duplas do Stonewall Inn e anunciaram: "Polícia! Estamos assumindo o lugar!" Os funcionários do Stonewall não se lembravam de terem sido avisados que uma invasão iria acontecer naquela noite, como era o costume. Houve um rumor de que uma invasão poderia ocorrer, mas como já era tarde e as incursões costumavam ocorrer mais cedo, a gerência de Stonewall achou que a dica era imprecisa. Dias após a invasão, um dos proprietários do bar queixou-se de que o aviso nunca havia chegado e que o ataque foi ordenado pela Agência de Álcool, Tabaco e Armas de Fogo, que alegou que não havia selos nas garrafas de bebidas do bar, indicando que o álcool era ilegal. O historiador David Carter apresenta informações indicando que os proprietários mafiosos e o gerente do Stonewall estavam chantageando os clientes mais ricos, particularmente aqueles que trabalhavam no Distrito Financeiro. Eles pareciam ganhar mais dinheiro com extorsão do que com as vendas de bebidas alcoólicas no bar. Carter deduz que, quando a polícia não conseguiu receber propinas através de chantagem e de roubo de títulos negociáveis (facilitada pela pressão a clientes gay de Wall Street), eles decidiram fechar o Stonewall Inn permanentemente. Quatro policiais secretos haviam entrado no bar naquela noite para reunir provas visuais, sendo que o Esquadrão das Morais Públicas esperava por um sinal do lado de fora. Uma vez dentro, eles solicitaram o retorno do 6.º Batalhão ao usar o telefone público do bar. A música foi desligada e as luzes principais foram ligadas. Aproximadamente 205 pessoas estavam no bar naquela noite. Os clientes, que nunca experimentaram uma incursão policial, estavam confusos. Alguns perceberam o que estava acontecendo e começaram a correr para as portas e as janelas dos banheiros, mas a polícia fechou as saídas. Michael Fader lembrou:
As coisas aconteceram tão rápido que você ficava preso sem perceber. De repente, havia policiais e disseram para todos entrar em linhas e ter nossa identificação em mãos para sermos levados para fora do bar.
A invasão não ocorreu conforme o planejado. O procedimento padrão era alinhar os clientes, conferir suas identidades e fazer com que as policiais do sexo feminino levassem os clientes vestidos como mulheres para o banheiro para verificar seu sexo, sendo que qualquer homem vestido como mulher seria preso. Drag Queens naquela noite se recusaram a ir com as oficiais. Os homens na linha recusaram-se a mostrar suas identidades. A polícia decidiu levar todos presentes à delegacia de polícia, depois de separar aqueles vestidos como mulheres e transgêneros em uma sala na parte de trás do bar. Maria Ritter, então conhecida como "Steve" pela sua família, lembrou: "O meu maior medo era que eu fosse presa. Meu segundo maior medo era que minha foto onde eu estava com o vestido da minha mãe saísse em um jornal ou na televisão". Tanto os proprietários quanto a polícia lembraram que uma sensação de desconforto se espalhou muito rapidamente, estimulada por policiais que começaram a assediar algumas lésbicas porque "acharam algumas delas inadequadas" enquanto "brincavam" com elas.

"Quando você já viu uma bicha contra-atacar?... Agora os tempos estavam mudando. Terça à noite foi a última noite para esta besteira... A palavra de ordem predominante era: "esta merda tem que parar!"

—participante anônimo da rebelião de Stonewall
A polícia deveria transportar o álcool do bar em vagões de patrulha. Vinte e oito fardos de cerveja e dezesseis garrafas de licor foram apreendidos, mas os vagões de patrulha ainda não haviam chegado, então os clientes foram obrigados a aguardar por cerca de 15 minutos. Aqueles que não foram presos foram liberados pela porta da frente, mas eles não foram embora imediatamente. Em vez disso, eles pararam lá fora e formaram uma multidão, que começou a crescer e a assistir o que estava acontecendo. Em poucos minutos, algo entre 100 e 150 pessoas se congregaram no exterior do bar, algumas depois de serem liberadas do interior do Stonewall e algumas depois de terem visto os carros da polícia e a multidão. Embora a polícia tenha empurrado alguns clientes para fora do bar, outros que foram expulsos pela polícia foram para o meio da multidão, saudando a polícia de forma exagerada. O aplauso da multidão encorajou-os ainda mais: "Os pulsos eram moles, o cabelo era ornamentado e as reações aos aplausos eram clássicas".
Quando o primeiro camburão de patrulha chegou, o inspetor Pine lembrou que a multidão — em sua maioria, homossexuais — aumentou em ao menos dez vezes o número de pessoas presas, o que deixou todos muito quietos. A confusão na comunicação por rádio atrasou a chegada de um segundo camburão. A polícia começou a escoltar os membros da máfia para o primeiro carro de polícia, aos cumprimentos dos espectadores. Em seguida, empregados regulares foram colocados também no camburão. Um espectador gritou: "Poder gay!", alguém começou a cantar "We Shall Overcome" e a multidão reagiu com diversão e bom humor, misturado com uma "hostilidade crescente e intensa". Um oficial empurrou uma travesti, que respondeu batendo na cabeça do oficial com a sua bolsa, enquanto a multidão começou a se enfurecer. O autor Edmund White, que estava passando, lembrou: "Todo mundo está inquieto, irritado e animado. Ninguém tem um slogan, ninguém tem atitude, mas algo está se fabricando". Moedas de um centavo de dólar e, depois, garrafas de cerveja, foram jogadas na viatura quando um rumor se espalhou pela multidão de que os clientes ainda dentro do bar estavam sendo espancados.
Uma briga estourou quando uma mulher algemada foi escoltada através da porta do bar para o carro policial por várias vezes. Ela escapou e lutou repetidamente contra quatro policiais, xingando e gritando, por cerca de dez minutos. Descrita como "uma típica palhaça de Nova York", ela foi atingida na cabeça por um oficial com um bastão, como uma testemunha alegou, ao reclamar que as algemas estavam muito apertadas. Os espectadores lembraram que a mulher, cuja identidade permanece desconhecida (foi identificada por alguns como Stormé DeLarverie, incluindo por ela mesma, mas os relatos variam), provocou a multidão a lutar quando olhou para os espectadores e gritou "Por que vocês não fazem alguma coisa?" Depois que um oficial a pegou e a colocou na parte de trás do camburão, a multidão revoltou-se: "Foi nesse momento que a cena se tornou explosiva".

### Início da violência
A polícia tentou conter parte da multidão e derrubou algumas pessoas, o que incitou ainda mais os espectadores. Alguns dos que estavam algemados no camburão escaparam quando a polícia os deixou desacompanhados (deliberadamente, de acordo com algumas testemunhas). À medida que a multidão tentava derrubar o carro da polícia, duas viaturas e o camburão — com alguns cortes nos pneus — saíram imediatamente, sendo que o inspetor Pine pediu que eles retornassem o mais rápido possível. A agitação atraiu mais pessoas que queriam saber o que estava acontecendo. Alguém na multidão declarou que o bar tinha sido invadido porque "eles não pagaram os policiais", aos quais outra pessoa gritou: "Vamos pagá-los!" Várias moedas então começaram a serem jogadas contra a polícia, enquanto a multidão gritava "Porcos!" e "Policiais de bichas!". Latas de cerveja também foram jogadas e a polícia atacou, dispersando alguns dos presentes, que encontraram pilhas de tijolos em um local em construção próximo. A polícia, superada em número em 500 a 600 pessoas, agarrava várias pessoas, incluindo o cantor popular Dave Van Ronk — que tinha sido atraído pela revolta enquanto estava em um bar a duas portas do Stonewall. Embora Van Ronk não fosse gay, ele sentiu a violência policial quando participou de manifestações antiguerras: "Tanto quanto eu estava preocupado, qualquer pessoa que enfrentasse os policiais estava comigo e é por isso que fiquei... Toda vez que você se virava, os policiais estavam criando alguma indignação. "Dez policiais — incluindo duas policiais mulheres — fizeram uma barricada, enquanto Van Ronk, Howard Smith (um correspondente do The Village Voice) e vários detentos algemados ficaram dentro do Stonewall Inn para sua própria segurança."
Múltiplos relatos do motim afirmam que não houve uma organização preexistente ou causa aparente para a revolta; o que aconteceu foi algo espontâneo. Michael Fader explicou:
Todos nós tivemos um sentimento coletivo, como se já tivéssemos aguentado o suficiente esse tipo de merda. Não era nada tangível que alguém dissesse nada a mais ninguém, era apenas como se tudo ao longo dos anos tivesse acontecido naquela noite em particular, em um lugar particular, e não foi uma demonstração organizada. (...) Todos na multidão sentiam que nunca iam voltar. Era como a última gota d'água. Era hora de reivindicar algo que sempre tiraram de nós. (...) Todos os tipos de pessoas, por todas as razões diferentes, mas na maior parte era uma indignação total, uma raiva, uma tristeza, tudo combinado, e tudo simplesmente funcionava. Era a polícia que estava fazendo a maior parte da destruição. Nós realmente estávamos tentando voltar e nos libertar. E nós sentimos que finalmente tínhamos liberdade, ou liberdade, pelo menos, para mostrar que exigíamos liberdade. Nós não iríamos caminhar humildemente durante a noite e deixá-los nos empurrar por aí — é como estar no seu território pela primeira vez e de uma maneira muito forte e isto surpreendeu a polícia. Havia algo no ar, uma liberdade muito atrasada, e vamos lutar por ela. Tinha formas diferentes, mas a conclusão era de que que não iríamos embora. E nós não fomos.
A única fotografia tirada durante a primeira noite dos tumultos mostra jovens sem-teto, que dormiam no vizinho Parque Christopher, enfrentando a polícia. O boletim da Sociedade Mattachine, um mês depois, ofereceu sua explicação sobre o porquê dos tumultos terem ocorrido: "Isto envolveu em grande parte um grupo de pessoas que não é bem-vindo ou que não pode pagar por outros lugares de encontro social homossexual. (...) O Stonewall tornou-se um lar para esses garotos. Quando ele foi invadido, eles lutaram por ele. Isto, e o fato de que eles não tinham nada a perder além do lugar gay mais tolerante e generoso da cidade, explica o porquê."
Garrafas, lixo, pedras e tijolos foram lançados no prédio, quebrando as janelas. As testemunhas disseram que as prostitutas e as "crianças de rua" homossexuais — as pessoas mais marginalizadas da comunidade gay — foram as responsáveis pela primeira onda de projéteis, bem como pela destruição de um parquímetro que foi usado como aríete contra as portas do Stonewall Inn.
A multidão colocou fogo nos lixos e os jogou através das janelas quebradas quando a polícia pegou uma mangueira de incêndio. Como não tinha pressão na água, a mangueira era ineficaz na dispersão da multidão e parecia apenas encorajá-la ainda mais. Quando os manifestantes atravessaram as janelas — que haviam sido cobertas com madeira compensada pelos proprietários do bar para impedir que a polícia invadisse — os policiais que estavam dentro do estabelecimento não tocaram em seus revólveres. Quando as portas se abriram, os oficiais apontaram suas armas para a multidão irritada, ameaçando atirar. Howard Smith, do The Village Voice, que estava no bar com a polícia, pegou uma chave inglesa do bar e a enfiou na calça, sem saber se teria que usar a ferramenta contra a multidão ou contra a polícia. Ele observou alguém jogar fluido de isqueiro no bar; quando o incêndio começou, sirenes eram ouvidas e caminhões de bombeiros chegaram. A investida durou 45 minutos.

### Intensificação

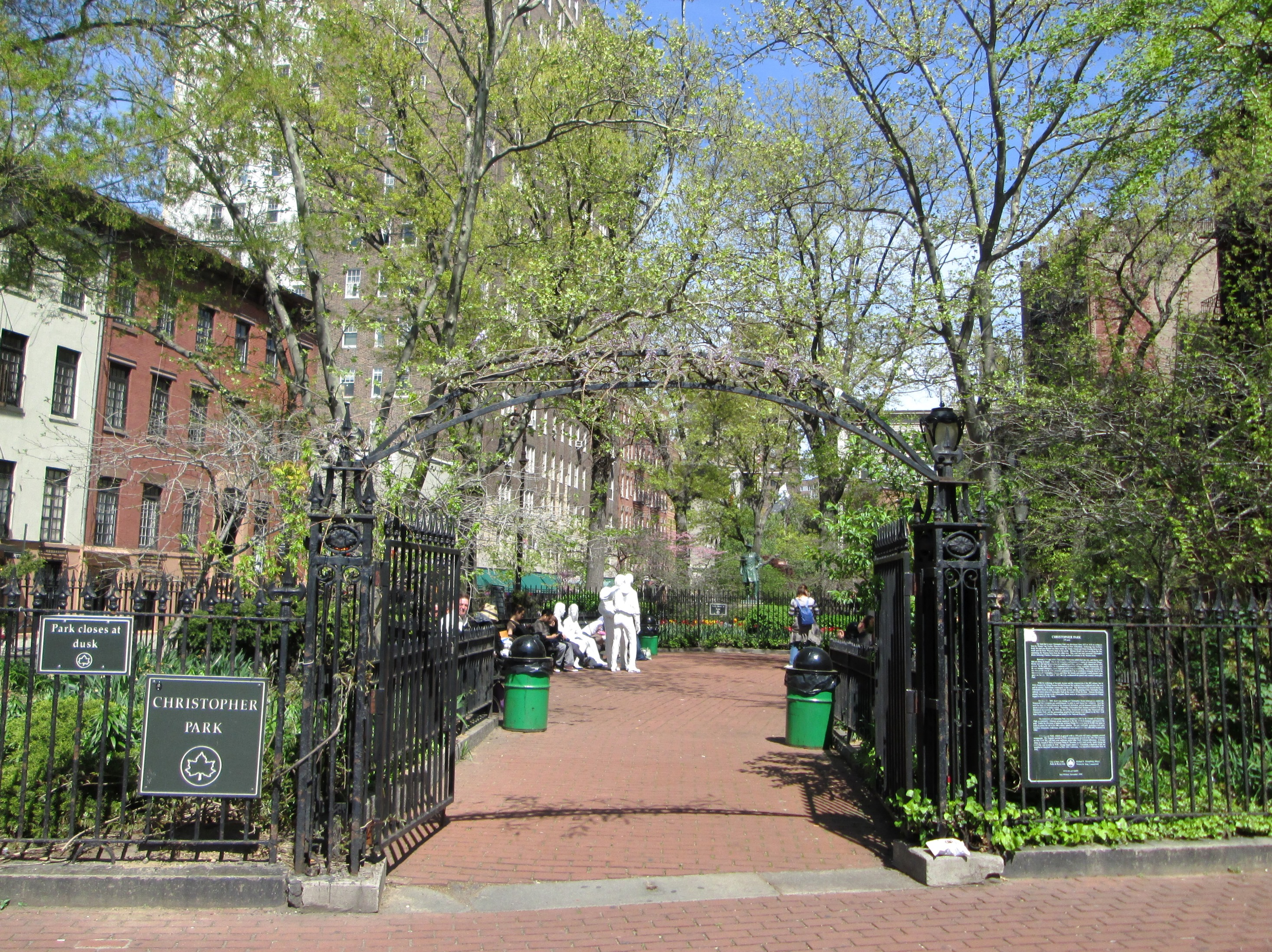
Christopher Park, onde muitos dos manifestantes se encontraram após a primeira noite de tumultos para falar sobre o que aconteceu, agora apresenta uma escultura de quatro figuras brancas de George Segal que homenageia o acontecido.

A Força de Patrulha Tática (FPT) do Departamento de Polícia da Cidade de Nova York chegou para libertar os policiais presos dentro do Stonewall. O olho de um oficial foi cortado e alguns outros ficaram feridos após serem atingidos por escombros que foram lançado contra eles. Bob Kohler, que estava caminhando com seu cão perto do Stonewall naquela noite, viu a FPT chegar: "Eu estive em distúrbios suficientes para saber que a diversão tinha acabado. (...) Os policiais foram totalmente humilhados. Isto nunca aconteceu. Eles estavam mais irritados do que eu acho que eles já haviam ficado, porque todos os outros haviam se exultado (...) mas os homossexuais não deveriam se amotinar (...) nenhum grupo já havia forçado os policiais a recuar antes, então a raiva era enorme. Quero dizer, eles queriam matar". Em maior número, a polícia então deteve todos que pôde e colocou-os em camburões de patrulha para levá-los à prisão, embora o inspetor Pine tenha lembrado que houve lutas com as travestis "que não iam para o carro de patrulha". Sua lembrança foi corroborada por outra testemunha do outro lado da rua, que disse: "Tudo que eu pude ver sobre quem estava lutando era que eram travestis e elas estavam lutando furiosamente".
A FPT formou uma falange e tentou esvaziar as ruas marchando lentamente e empurrando a multidão. A multidão então começou a provocar abertamente a polícia. Eles aplaudiram os policiais, fizeram danças sincronizadas e começaram a cantar a melodia de "Ta-ra-ra Boom-de-ay": "Nós somos as garotas do Stonewall / Nós usamos o cabelo com cachos / Nós não usamos roupas íntimas / Nós mostramos nossos pelos pubianos". Lucian Truscott informou ao The Village Voice: "Uma situação estagnante trouxe um disparate gay sob a forma de um coro que fez frente aos policiais com capacetes e porretes. (...) a FPT avançou novamente e limpou a multidão, que gritava 'poder gay', da rua Christopher para a Sétima Avenida". Um participante que estava no Stonewall durante a invasão lembrou: "A polícia nos apressou e foi aí que percebi que isto não era bom, porque eles me deram golpes nas costas com cassetetes". Outro participante declarou: "Eu simplesmente não consigo tirar essa visão da minha mente. Os policiais com porretes e em linha do outro lado. Foi a coisa mais incrível. (...) E, de repente, linha de ataque, o que acho que foi uma falsificação do machismo. (...) Acho que foi quando senti raiva. Porque as pessoas estavam ficando esmagadas com porretes. E para quê?"
Craig Rodwell, dono da livraria do Oscar Wilde Bookshop, relatou que viu policiais perseguindo os participantes do motim através das ruas tortuosas, apenas para vê-los aparecer na próxima esquina atrás da polícia. Membros da multidão impediram a passagem de carros e derrubaram um deles para bloquear o fluxo na rua Christopher. Jack Nichols e Lige Clarke, em sua coluna impressa na revista Screw, declararam que "multidões maciças de manifestantes irritados perseguiram a polícia por várias quadras gritando: "Pegue-os!".
Às 4 da manhã, as ruas tinham sido esvaziadas. Muitas pessoas se reuniram nas proximidades da rua Christopher durante toda a manhã, aturdidas, descrentes com o que havia acontecido. Muitas testemunhas lembraram o silêncio surreal e misterioso que desceu sobre a rua Christopher, embora continuasse a ter "eletricidade no ar". Alguém comentou: "Havia uma certa beleza após o tumulto. (...) Era óbvio, pelo menos para mim, que muitas pessoas realmente eram homossexuais e, você sabe, esta era a nossa rua". Treze pessoas foram presas. Alguns na multidão foram hospitalizados e quatro policiais ficaram feridos. Quase tudo no Stonewall Inn estava quebrado. O inspetor Pine tinha a intenção de fechar e desmantelar o Stonewall Inn naquela noite. Telefones públicos, banheiros, espelhos, jukeboxes e máquinas de cigarro foram destruídos, possivelmente no tumulto e provavelmente pela polícia.

### Segunda noite de tumultos
Durante o cerco ao Stonewall, Craig Rodwell ligou para o The New York Times, o New York Post e o Daily News para contar o que estava acontecendo. Os três jornais cobriram os tumultos; o Daily News colocou a cobertura na primeira página. A notícia do tumulto se espalhou rapidamente por toda Greenwich Village, alimentada por rumores de que tinha sido organizada pelos Estudantes por uma Sociedade Democrática, pelos Panteras Negras ou desencadeada por "um policial homossexual cujo colega de quarto foi dançar no Stonewall contra a vontade do policial". Durante todo o sábado, 28 de junho, as pessoas vieram para olhar para o Stonewall Inn queimado e enegrecido. Grafites apareceram nas paredes do bar, declarando "Poder drag", "Eles invadiram nossos direitos", "Apoie o poder gay" e "Legalize bares gays", juntamente com acusações de saques policiais e, em relação ao status do bar, "Estamos abertos."
Na noite seguinte, tumultos cercaram novamente a Christopher Street; os participantes lembram-se de forma diferente qual noite foi mais frenética ou violenta. Muitas das mesmas pessoas que estiveram presentes na noite anterior — garotos de programa, jovens de rua e "rainhas" — voltaram, mas foram acompanhadas por "provocadores policiais", curiosos espectadores e até mesmo turistas. Notável para muitos foi a súbita demonstração de afeto homossexual em público, conforme descrito por uma testemunha: "De ir a lugares onde você tinha que bater em uma porta e falar com alguém através de um olho mágico para entrar. Nós estávamos apenas nas ruas."
Milhares de pessoas se reuniram em frente ao Stonewall, que havia reaberto, lotando a Christopher Street até que a multidão se espalhou para quarteirões adjacentes. A multidão cercou ônibus e carros, assediando os ocupantes a menos que admitissem que eram gays ou mostrassem seu apoio aos manifestantes. Marsha P. Johnson foi vista escalando um poste de luz e lançando uma bolsa pesada no capô de um carro da polícia, quebrando o para-brisa.
Assim como na noite anterior, incêndios foram iniciados em latas de lixo em toda a vizinhança. Mais de cem policiais estavam presentes dos distritos policiais Quatro, Cinco, Seis e Nove da Polícia de Nova York, mas depois das 2h da manhã, a TPF chegou novamente. Linhas de confronto e perseguições policiais aconteceram repetidamente; quando a polícia capturava manifestantes, que a maioria das testemunhas descrevia como "afeminados" ou "efeminados", a multidão avançava para recapturá-los. Novamente, as batalhas nas ruas continuaram até as 4h da manhã.
O poeta beat e residente de longa data de Greenwich Village, Allen Ginsberg, morava na Christopher Street e encontrou o caos jubilante por acaso. Depois de saber do tumulto que ocorreu na noite anterior, ele declarou: "Poder gay! Não é ótimo!... Já era hora de fazermos algo para nos afirmarmos" e visitou o Stonewall Inn aberto pela primeira vez. Enquanto voltava para casa, ele declarou a Lucian Truscott: "Sabe, os caras lá eram tão bonitos — eles perderam aquela aparência ferida que todos os gays tinham 10 anos atrás."

### Folhetos, cobertura da imprensa e mais violência
A atividade em Greenwich Village foi esporádica na segunda e na terça-feira, em parte devido à chuva. A polícia e os moradores do Village tiveram alguns confrontos, já que havia uma relação de antagonismo entre eles. Craig Rodwell e seu parceiro Fred Sargeant aproveitaram a oportunidade na manhã seguinte ao primeiro motim para imprimir e distribuir 5 mil folhetos, um deles dizia: "Tirem a Máfia e os Policiais dos Bares Gays". Os folhetos pediam que os homossexuais pudessem possuir seus próprios estabelecimentos, um boicote ao Stonewall e a outros bares pertencentes à máfia e clamavam por pressão pública sobre o gabinete do prefeito para investigar a "situação intolerável".
No entanto, nem todos na comunidade gay consideraram a revolta algo positivo. Para muitos homossexuais mais antigos e muitos membros da Sociedade Mattachine, que lutaram nos anos 1960 para promover a igualdade entre homossexuais e heterossexuais, as manifestações de violência e de comportamento efeminado eram vistas como embaraçosas. Randy Wicker, que havia marchado nas primeiras linhas de piquetes gays diante da Casa Branca em 1965, disse que as "queens gritando e formando linhas de coro eram algo contra tudo o que eu queria que as pessoas pensassem sobre os homossexuais (...) que nós éramos um grupo de drag queens no Village agindo desordenadamente, como baratas bregas". Outros viram o fechamento do Stonewall Inn como vantajoso para o Village.
Na quarta-feira, no entanto, o The Village Voice publicou relatos sobre os tumultos, escritos por Howard Smith e Lucian Truscott, que incluíram descrições depreciativas dos eventos e seus participantes. Uma multidão desceu a rua Christopher mais uma vez e ameaçou queimar os escritórios do The Village Voice. Também na multidão, composta por algo entre 500 e 1 mil pessoas, outros grupos que se envolveram em confrontos infrutíferos com a polícia ficaram curiosos sobre como as forças policiais foram derrotadas nesta situação. Ocorreu outro violento confronto, resultando em manifestantes e policiais feridos, saques de lojas locais e a prisão de cinco pessoas. Os incidentes na noite de quarta-feira duraram cerca de uma hora e foram resumidos por uma testemunha: "A palavra está dita. A rua Christopher deve ser liberada. As bichas viram isso como opressão".

## Consequências
Um sentimento de urgência se espalhou por Greenwich Village, mesmo entre as pessoas que não testemunharam os tumultos. Muitos dos que participaram da rebelião foram em reuniões organizacionais, sentindo que esta era uma oportunidade de agir. Em 4 de julho de 1969, a Sociedade Mattachine realizou seu protesto anual, chamado de "Lembrete Anual", em frente ao Salão da Independência, na Filadélfia. Os organizadores Craig Rodwell, Frank Kameny, Randy Wicker, Barbara Gittings e Kay Lahusen, que participaram das manifestações por vários anos, pegaram um ônibus junto com outros manifestantes de Nova York para a Filadélfia. Desde 1965, os piquetes tinham sido muito controlados: as mulheres usavam saias e os homens vestiam ternos e gravatas e todos marchavam silenciosamente em linhas organizadas. Este ano, Rodwell lembrou-se de se sentir restringido pelas regras que Kameny havia estabelecido. Quando duas mulheres espontaneamente seguraram as mãos, Kameny as separou, dizendo: "Nada disso! Nada disso!". Rodwell, entretanto, convenceu dez casais a segurarem as mãos. Os casais que mantiveram as mãos dadas deixaram Kameny furioso, mas ganharam mais atenção da imprensa do que todas as marchas anteriores. A participante Lilli Vincenz lembrou: "Era claro que as coisas estavam mudando. As pessoas que se sentiam oprimidas agora sentiam-se empoderadas". Rodwell voltou para a cidade de Nova York, determinado a mudar as maneiras silenciosas estabelecidas para tentar chamar a atenção da sociedade. Uma de suas primeiras prioridades foi planejar o "Liberation Day" na rua Christopher.

Demonstração pelos direitos dos homossexuais em Trafalgar Square, Londres.

### Frente de Libertação Gay
Embora a Sociedade Mattachine existisse desde a década de 1950, muitos dos seus métodos agora pareciam ineficientes para as pessoas que testemunharam ou foram inspiradas pelos tumultos de Stonewall. A Mattachine reconheceu a mudança de atitudes em um texto de seu boletim de notícias intitulado "The Hairpin Drop Heard Around the World". Quando um oficial da Mattachine sugeriu uma "amigável e doce" manifestação de vigília a luz de velas, um homem na audiência gritou: "Doce?! Besteira! Esse é o papel que a sociedade vem forçando essas queens a interpretar". Com um folheto anunciando: "Você Acha que os Homossexuais Estão se Revoltando? Aposte sua Doce Bunda que Estamos!", a Frente de Libertação Gay (FLG) foi formada, sendo a primeira organização homossexual a usar o termo "gay" em seu nome. Organizações anteriores, como a Sociedade Mattachine, as Daughters of Bilitis e vários grupos homossexuais, haviam mascarado seu propósito, escolhendo deliberadamente nomes obscuros.
O surgimento da militância gay tornou-se evidente para Frank Kameny e Barbara Gittings — que trabalharam em organizações homossexuais durante anos e que eram muito claros em relação aos seus objetivos — quando participaram de uma reunião da FLG para ver como era o novo grupo. Um jovem membro da FLG exigiu saber quem eram e quais eram suas credenciais. Gittings, chateada, balbuciou: "Sou gay. É por isso que estou aqui". A FLG se alinhou com manifestantes negros e antiguerra com o ideal de "trabalharem para reestruturar a sociedade estadunidense", tomando emprestadas algumas de suas táticas. Eles assumiram as causas dos Panteras Negras, marcharam até uma penitenciária feminina em apoio a Afeni Shakur, além de apoiarem outras causas radicais da Nova Esquerda. Quatro meses depois, no entanto, o grupo se dissolveu, pois os membros não conseguiram chegar a um consenso sobre o procedimento operacional da organização.

### Aliança de Ativistas Gay
Passados seis meses dos tumultos de Stonewall, ativistas começaram a editar um jornal chamado Gay; eles o consideraram necessário porque a publicação mais liberal na cidade — o The Village Voice — recusava-se a imprimir a palavra "gay" nas propagandas da FLG que buscavam novos membros e voluntários. Dois outros jornais foram iniciados dentro de um período de seis semanas: o Come Out! e o Gay Power; os leitores desses três periódicos rapidamente subiram para um público entre 20 mil e 25 mil pessoas.
Os membros da FLG organizaram vários encontros entre pessoas do mesmo sexo, mas as reuniões eram caóticas. Quando Bob Kohler pediu roupas e dinheiro para ajudar os jovens sem-teto que haviam participado dos tumultos, muitos dos quais dormiam no Parque Christopher ou na Praça Sheridan, a resposta foi uma discussão sobre a queda do capitalismo. No final de dezembro de 1969, várias pessoas que visitaram as reuniões da FLG e que foram embora frustradas formaram a Aliança de Ativistas Gay (AAG). O AAG deveria estar inteiramente focada em questões homossexuais e ser mais ordenada. Sua constituição começou: "Nós, como ativistas homossexuais libertos, exigimos a liberdade de expressão da nossa dignidade e valor como seres humanos". A AAG desenvolveu e aperfeiçoou uma tática de confronto chamada "zap", onde eles abordariam um político desprevenido durante uma reunião de relações públicas e o obrigaria a reconhecer os direitos de gays e lésbicas. Os vereadores da cidade foram "zapeados" várias vezes, assim como o prefeito John Lindsay — uma vez na televisão, quando membros da AAG compunham a maior parte da plateia.
Invasões em bares gay não pararam depois dos tumultos de Stonewall. Em março de 1970, o inspetor adjunto Seymour Pine invadiu o Zodiac e o 17 Barrow Street. Um clube homossexual sem licença para venda de bebidas alcoólicas chamado The Snake Pit também foi invadido e 167 pessoas foram presas. Um deles era Diego Viñales, um argentino tão assustado com o fato de que poderia ser deportado como homossexual que tentou escapar da delegacia de polícia saltando de uma janela de dois andares, empalando-se em uma cerca de 36 cm. O New York Daily News imprimiu uma foto gráfica do empalamento do jovem na primeira página. Os membros da AAG organizaram uma marcha no Parque Christopher até o Sexto Batalhão, em que centenas de homossexuais, lésbicas e simpatizantes liberais enfrentaram pacificamente a FPT. Eles também patrocinaram uma campanha de redação de cartas para o prefeito Lindsay onde o Partido Democrata do Greenwich Village e o deputado Ed Koch enviavam súplicas para acabar com os ataques a bares gay na cidade.
O Stonewall Inn durou apenas algumas semanas após o tumulto. Em outubro de 1969, o local estava aberto para locação. Os residentes do Village supuseram que era uma localização muito notória e o boicote de Rodwell desencorajava os negócios.

### Orgulho Gay

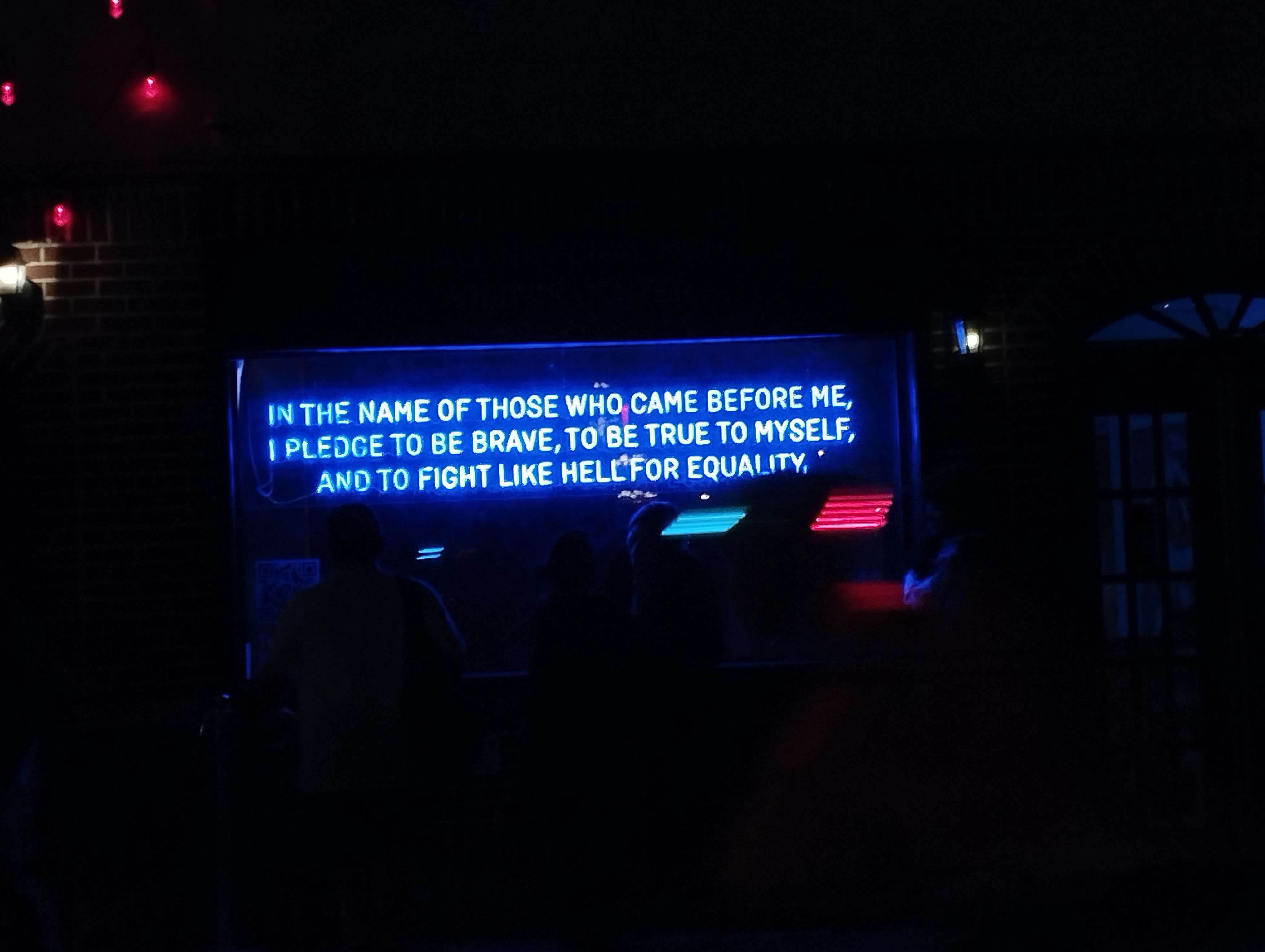
Letreiro exibido no Stonewall National Monument Visitor Center (ao lado do bar)

O Liberation Day em 28 de junho de 1970 marcou o primeiro aniversário dos tumultos de Stonewall com uma assembleia na rua Christopher; protestos simultâneos manifestando o orgulho gay ocorreram em Los Angeles e Chicago, sendo as primeiras marchas LGBT na história dos Estados Unidos. No ano seguinte, marchas LGBT ocorreram em Boston, Dallas, Milwaukee, Londres, Paris, Berlim Ocidental e Estocolmo. A marcha em Nova York abrangeu 51 quarteirões, da rua Christopher ao Central Park. Demorou menos da metade do horário agendado devido à cautela dos manifestantes em caminhar pela cidade com bandeiras e símbolos gays. Embora a licença de manifestação tenha sido entregue apenas duas horas antes do início do período em março, os manifestantes encontraram pouca resistência dos espectadores. O New York Times informou, na primeira página, que os manifestantes ocuparam toda a rua por cerca de 15 quarteirões da cidade. A reportagem do The Village Voice foi positiva, descrevendo "a resistência externa que surgiu do ataque policial no Stonewall Inn há um ano".

Havia pouca animosidade aberta e alguns espectadores aplaudiram quando uma menina alta e linda carregando um sinal "Eu sou lésbica" andou.

–cobertura do The New York Times do Gay Liberation Day de 1970
Em 1972, as cidades participantes das marchas LGBT incluíram Atlanta, Buffalo, Detroit, Washington, D.C., Miami, Minneapolis e Filadélfia, bem como San Francisco.
Frank Kameny logo percebeu uma mudança crucial causada pelos tumultos de Stonewall. Organizador do ativismo gay na década de 1950, ele costumava persuadir e convencer os heterossexuais de que os homossexuais não eram diferentes deles. Quando ele e outras pessoas marcharam em frente à Casa Branca, ao Departamento de Estado e ao Salão da Independência apenas cinco anos antes, seu objetivo era que eles pudessem trabalhar com o governo dos Estados Unidos. Dez pessoas marcharam com Kameny e não alertaram sobre suas intenções. Embora ele tenha ficado atordoado com a agitação dos participantes no "Lembrete Anual" de 1969, ele mais tarde observou: "Na época de Stonewall, tínhamos de 50 a 60 grupos homossexuais no país. Um ano depois, havia pelo menos 1,5 mil. Dois anos mais tarde, na medida em que pudéssemos contar, eram 25 mil".
Semelhante ao arrependimento de Kameny com sua própria reação à mudança de atitudes após os tumultos, Randy Wicker veio descrever seu constrangimento como "um dos maiores erros de sua vida". A imagem dos gays que confrontaram-se a polícia, depois de tantos anos de opressão, "agitou um espírito inesperado entre muitos homossexuais". Kay Lahusen, que fotografou as marchas em 1965, afirmou: "Até 1969, esse movimento era geralmente chamado de movimento homossexual ou homófilo. (...) Muitos novos ativistas consideram o levante de Stonewall o nascimento do movimento de libertação gay. Certamente foi o nascimento de um orgulho gay em grande escala". David Carter, em seu artigo "O que Stonewall fez de diferente?", explicou que, apesar da ocorrência de várias revoltas antes de Stonewall, a razão pela qual este evento foi tão histórico é que milhares de pessoas estiveram envolvidas, o distúrbio teve longa duração (seis dias), foi o primeiro a obter uma grande cobertura na mídia e provocou a formação de muitos grupos que lutavam pelos direitos dos homossexuais.

## Legado

### Comunidade improvável
Cerca de dois anos após os tumultos de Stonewall, havia grupos de direitos dos homossexuais em todas as principais cidades estadunidenses, bem como no Canadá, na Austrália e na Europa Ocidental. As pessoas que se juntaram a organizações ativistas após os tumultos tinham muito pouco em comum além da atração pelo mesmo sexo. Muitos que chegaram às reuniões da FLG ou da AAG ficaram surpresos com o número de pessoas gays em um só lugar. A raça, a classe, a ideologia e o gênero tornaram-se obstáculos frequentes nos anos após os tumultos. Isto foi ilustrado durante a passeata de Stonewall de 1973 quando, momentos depois de Barbara Gittings exuberantemente elogiar a diversidade da multidão, a ativista feminista Jean O'Leary protestou ao que ela percebeu como uma provocação das mulheres por parte de cross-dressers e drag queens. Durante um discurso de O'Leary, no qual ela afirmou que drag queens se burlavam das mulheres por valor e lucro de entretenimento, Sylvia Rivera e Lee Brewster saltaram no palco e gritaram: "Você vai para os bares por causa do que drag queens fizeram por vocês e essas cadelas ainda nos dizem para que deixemos de ser nós mesmos?!". Tanto as queens quanto as feministas lésbicas presentes ficaram desgostosas com o ocorrido.
O'Leary também trabalhou no início da década de 1970 para excluir as pessoas transexuais de questões relativas aos direitos dos homossexuais porque sentiu que os direitos das pessoas trans eram muito difíceis de serem alcançados. Sylvia Rivera deixou a cidade de Nova York em meados da década de 1970, mudando-se para o Tarrytown, Nova York, mas retornou à cidade em meados da década de 1990 para defender os membros da comunidade gay. Os desentendimentos iniciais entre os participantes dos movimentos, no entanto, muitas vezes evoluíram após uma maior reflexão. O'Leary mais tarde se arrependeu de sua posição contra as drag queens que compareceram em 1973: "Olhando para trás, acho isso tão embaraçoso porque meus pontos de vista mudaram muito desde então. Eu nunca iria azucrinar uma travesti agora". "Foi horrível. Como eu poderia trabalhar para excluir as travestis e ao mesmo tempo criticar as feministas que estavam fazendo o melhor naqueles dias para excluir lésbicas?".
O'Leary estava se referindo ao Lavender Menace, um grupo de feministas radicais da segunda onda liderado por Betty Friedan que tentava distanciar membros da Organização Nacional das Mulheres (NOW, sigla em inglês) da percepção de que a NOW era um refúgio para lésbicas. Como parte deste processo, Rita Mae Brown e outras lésbicas que estiveram ativas na NOW foram forçadas a sair. Elas organizaram um protesto em 1970 no Segundo Congresso para Unir as Mulheres e ganharam o apoio de muitos membros da NOW, finalmente ganhando total aceitação em 1971.
O crescimento do feminismo lésbico na década de 1970 foi por vezes conflituoso com o movimento de libertação gay, e algumas lésbicas se recusaram a trabalhar com homens gays. Muitas lésbicas viam atitudes masculinas patriarcais e chauvinistas em homens homossexuais, que tinham as mesmas noções equivocadas sobre as mulheres que os homens heterossexuais. As questões mais importantes para os homens homossexuais — aprisionamento e aceitação pública — não eram compartilhadas pelas lésbicas. Em 1977, uma passeata do orgulho lésbico foi organizada como uma alternativa para compartilhar as questões dos homossexuais, especialmente ao que Adrienne Rich chamou de "o mundo violento e autodestrutivo dos bares homossexuais". A ativista veterana Barbara Gittings escolheu trabalhar no movimento dos direitos dos homossexuais, racionalizando: "É uma questão de onde mais dói? Para mim, isso não prejudica mais a arena feminina, mas a arena gay".
Ao longo da década de 1970, o ativismo gay teve sucessos significativos. Um dos primeiros e mais importantes foi o "zap" em maio de 1970 pela FLG de Los Angeles em uma convenção da Associação Americana de Psiquiatria (AAP). Em uma conferência sobre modificação do comportamento, durante um filme que demonstrava o uso da terapia de eletrochoque para diminuir a atração do mesmo sexo, Morris Kight e membros da FLG na audiência interromperam o filme com gritos de "Tortura!" e "Barbarismo!". Eles tomaram o microfone para anunciar que os profissionais médicos que prescreveram essa terapia para seus pacientes homossexuais eram cúmplices da tortura pela qual seus pacientes passavam. Apesar de 20 psiquiatras presentes terem deixado o local, a FLG passou a hora seguinte ao "zapeando" os restantes, tentando convencê-los de que os homossexuais não possuíam distúrbios mentais. Quando a AAP convidou ativistas homossexuais para falar com o grupo em 1972, eles trouxeram John E. Fryer, um psiquiatra gay que usava uma máscara, porque sentia que seu trabalho estava em perigo. Em dezembro de 1973 — em grande parte devido aos esforços de ativistas homossexuais — a AAP votou unanimemente para remover a homossexualidade do Manual Diagnóstico e Estatístico de Transtornos Mentais.
Homossexuais e lésbicas se uniram para trabalhar em organizações políticas grassroots para organizar uma resistência organizada em 1977. Uma coalizão de conservadores chamada "Save Our Children" organizou uma campanha para revogar uma ordenança de direitos civis no Condado de Dade, na Flórida. A "Save Our Children" foi bem sucedida o suficiente para influenciar revogações semelhantes em várias cidades estadunidenses em 1978. No entanto, no mesmo ano, uma campanha na Califórnia chamada "Iniciativa Briggs", destinada a forçar a demissão de empregados homossexuais de escolas públicas, foi derrotada. A reação à influência de "Save Our Children" e a "Iniciativa Briggs" na comunidade gay foi tão significativa que foi chamada a "segunda Stonewall" por muitos ativistas, marcando a iniciação do movimento na participação política.

### Rejeição da subcultura gay
Os distúrbios de Stonewall marcaram um divisor de águas tão significativo que muitos aspectos da cultura LGBT, como a cultura de bares formada por décadas de vergonha e sigilo, foram seriamente ignorados e negados. O historiador Martin Duberman escreve: "As décadas anteriores a Stonewall (...) continuam a ser consideradas pela maioria dos homossexuais e lésbicas como um vasto deserto neolítico". O historiador Barry Adam observa: "Todo movimento social deve escolher, em algum momento, o que reter e o que rejeitar em seu passado. Quais são os traços da opressão e quais são saudáveis e autênticos?". Em conjunto com o crescimento do movimento feminista do início da década de 1970, os papéis de "macho e fêmea" que se desenvolveram em bares lésbicos nas décadas de 1950 e 1960 foram rejeitados, porque como um escritor afirmou: "todos os papéis são doentios". As feministas lésbicas consideravam os papéis de gênero como imitações arcaicas do comportamento masculino. Algumas mulheres, de acordo com Lillian Faderman, estavam ansiosas para deixar os papéis que sentiram forçadas a interpretar. Esses papéis sociais retornaram para algumas mulheres na década de 1980, embora eles permitissem mais flexibilidade do que antes de Stonewall.
O autor Michael Bronski destaca o "ataque à cultura pré-Stonewall", particularmente a literatura pulp gay para homens, onde os temas geralmente refletiam o ódio ou a ambivalência sobre ser gay. Muitos livros terminavam de maneira insatisfatória e drástica, muitas vezes com suicídio, e os escritores retratavam seus personagens homossexuais como alcoólatras ou profundamente infelizes. Estes livros, que ele descreve como "uma literatura enorme e coesa feita por e para homens gays" não foram reeditados e foram ignorados pelas gerações posteriores. Descartando o motivo simplesmente como correção política, escreve Bronski, "a libertação dos homossexuais foi um movimento juvenil, cujo sentido histórico foi definido em grande parte pela rejeição ao passado".

### Impacto e reconhecimento duradouros

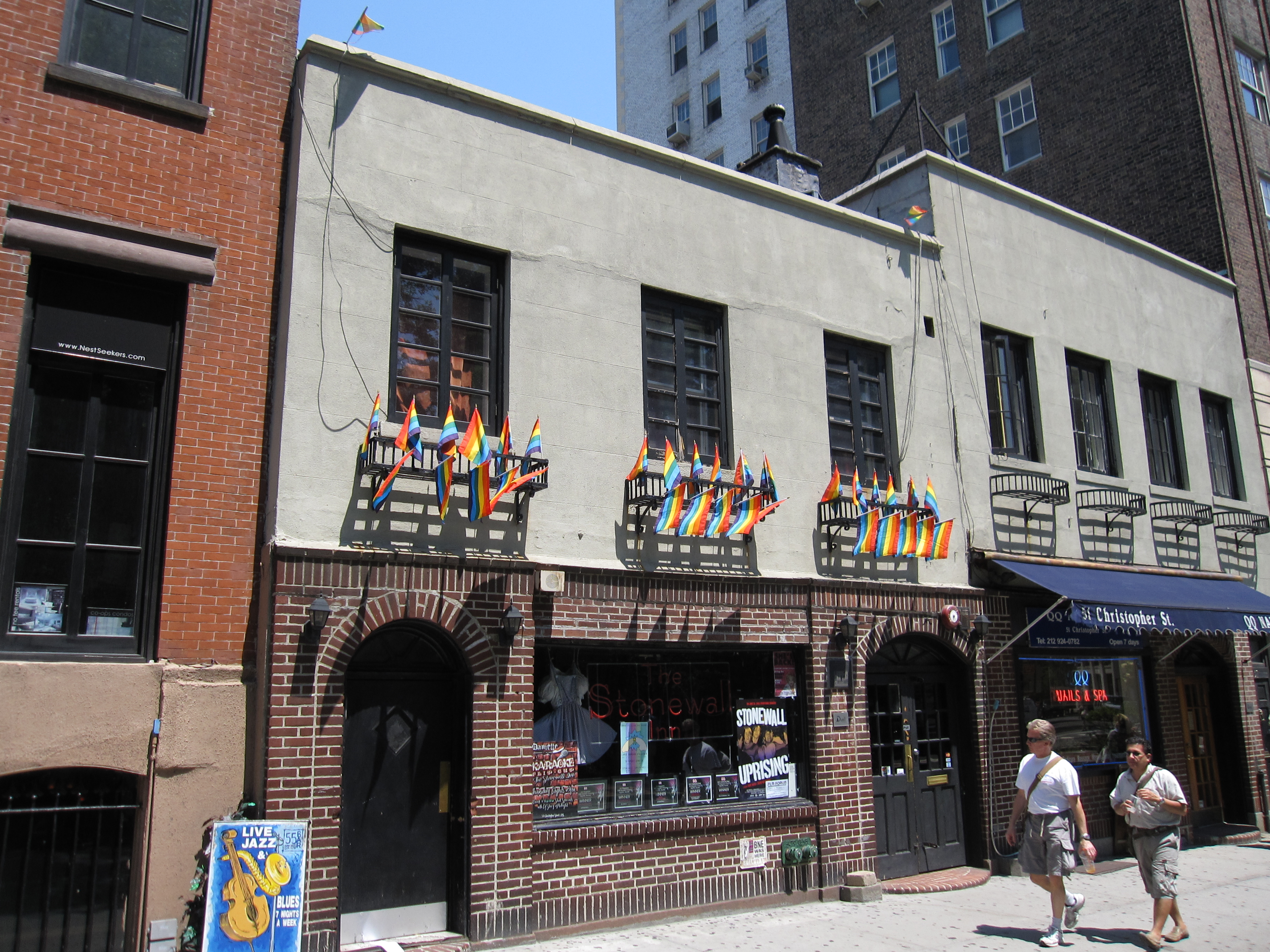
O Stonewall, um bar em parte do prédio onde o Stonewall Inn funcionou um dia. O prédio e as ruas circundantes foram declarados Marco Histórico Nacional.

Os tumultos gerados por uma incursão em um bar tornaram-se um exemplo literal de homossexuais e lésbicas lutando por espaço e um chamado simbólico para que muitas pessoas fossem à luta. O historiador David Carter observa em seu livro sobre os tumultos de Stonewall que o próprio bar era um negócio complexo que representava um centro comunitário, uma oportunidade para a máfia chantagear seus próprios clientes, um lar e um lugar de "exploração e degradação". O verdadeiro legado dos tumultos de Stonewall, insiste Carter, é a "luta contínua pela igualdade de lésbicas, gays, bissexuais e transgêneros". O historiador Nicholas Edsall escreve:
Stonewall foi comparado a qualquer ato de protesto radical e desafiador na história americana, desde a Festa do Chá de Boston. Mas a melhor e certamente mais contemporânea analogia é com a recusa de Rosa Parks em mudar de lugar no ônibus em Montgomery, Alabama, em dezembro de 1955, o que provocou o movimento moderno dos direitos civis. Poucos meses depois, os grupos radicais de libertação e em homenagem a Stonewall surgiram nas cidades e universidades em toda a América e em todo o norte da Europa também.
Antes da rebelião no Stonewall Inn, os homossexuais eram, como os historiadores Dudley Clendinen e Adam Nagourney escrevem, 
uma legião secreta de pessoas, conhecida, porém ignorada, ridicularizada ou desprezada. E, como os detentores de um segredo, eles tiveram uma vantagem que também era uma desvantagem e que não era verdade para nenhum outro grupo minoritário nos Estados Unidos. Eles eram invisíveis. Ao contrário dos afro-americanos, das mulheres, dos nativos americanos, dos judeus, dos irlandeses, dos italianos, dos asiáticos, dos hispânicos ou de qualquer outro grupo cultural que lutasse pelo respeito e pela igualdade de direitos, os homossexuais não possuíam marcas físicas ou culturais, nem linguagem ou dialeto que pudesse identificá-los uns aos outros, ou a qualquer outra pessoa. (...) Mas naquela noite, pela primeira vez, a aquiescência habitual se transformou em resistência violenta. (...) Naquela noite, as vidas de milhões de homens e lésbicas gays e a atitude em relação a eles e a uma cultura maior em que viviam, começou a mudar rapidamente. As pessoas começaram a aparecer em público como homossexuais, exigindo respeito.
O historiador Lillian Faderman descreveu a revolta como um "tiro que foi ouvido ao redor do mundo", explicando: "A Rebelião de Stonewall foi crucial porque soou o restabelecimento para esse movimento. Ele se tornou um emblema do poder gay e lésbico. Ao usar a tática dramática de protestos violentos que estava sendo usada por outros grupos oprimidos, os eventos no Stonewall implicavam que os homossexuais tinham tanta razão em estarem descontentes quanto eles".

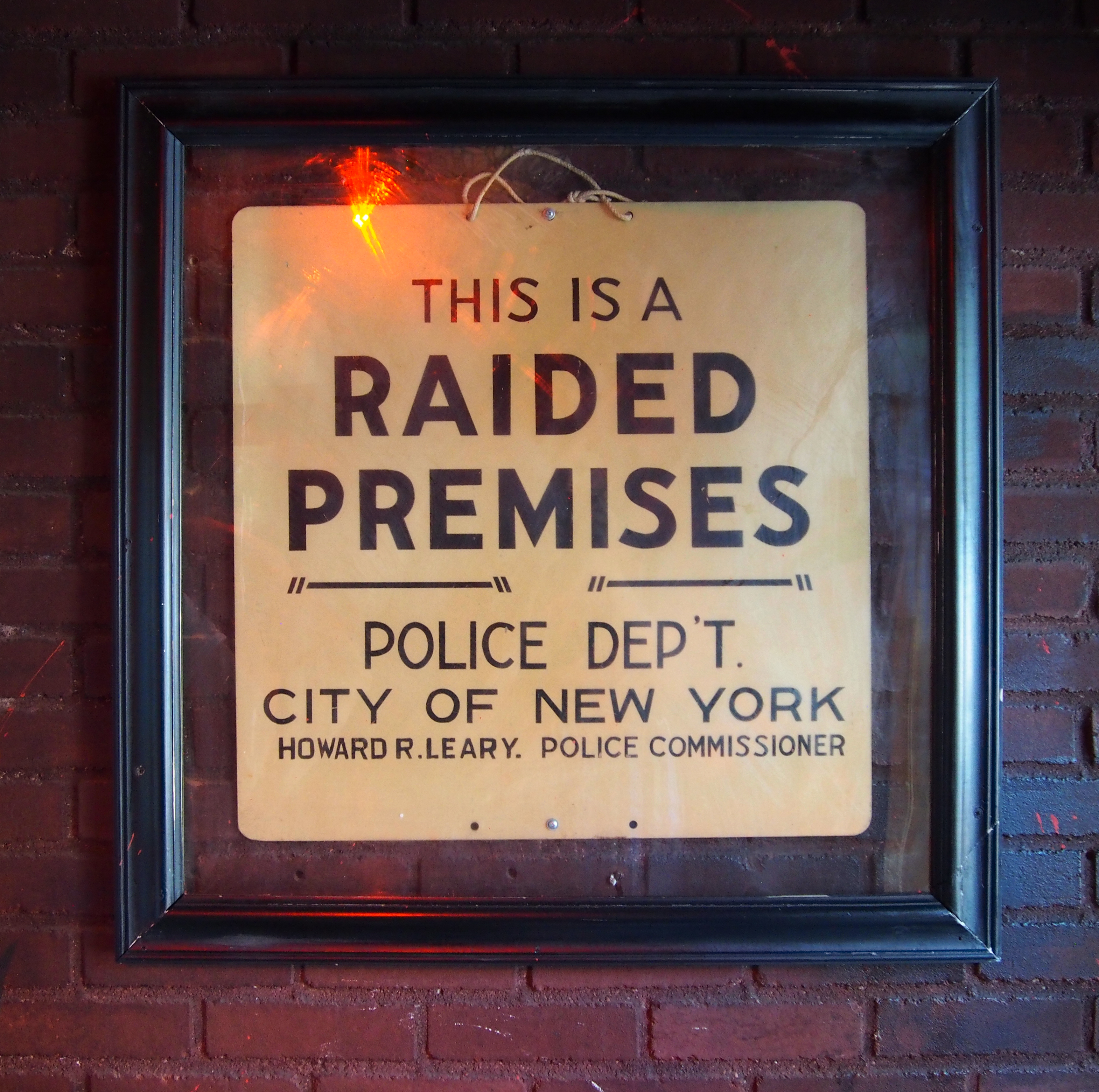
O cartaz deixado pela polícia após a invasão está agora em exibição na entrada do bar

Joan Nestle, co-fundadora dos Lesbian Herstory Archives em 1974, credita "a sua criação naquela noite e a coragem que encontrou na voz nas ruas". Por mais cauteloso que seja em não atribuir o início do ativismo gay ao tumultos de Stonewall, Nestle escreve,
Eu certamente não vejo a história LGBT começando com Stonewall (...) e não vejo a resistência começando com Stonewall. O que eu vejo é uma reunião histórica de forças e os anos 1960 mudaram a forma como os seres humanos suportaram as coisas nesta sociedade e o que eles recusaram a suportar. (...) Certamente, algo especial aconteceu naquela noite em 1969 e nós conseguimos o que é mais especial em nossa necessidade, ter o que eu chamo de ponto de origem (...) é mais complexo do que dizer que tudo começou com Stonewall.
Os acontecimentos da madrugada de 28 de junho de 1969 não foram os primeiros casos de homossexuais em confronto com a polícia em Nova York e em outros lugares. Não só a Sociedade Mattachine esteve ativa em grandes cidades, como Los Angeles e Chicago, mas outras pessoas marginalizadas começaram o tumulto na cafeteria Compton's em 1966 e outra revolta respondeu a uma invasão na Black Cat Tavern de Los Angeles em 1967. No entanto, várias circunstâncias tornaram os distúrbios Stonewall memoráveis. A localização da invasão era um fator: estava do outro lado da rua dos escritórios do The Village Voice e as ruas estreitas e tortuosas deram aos manifestantes uma vantagem sobre a polícia. Muitos dos participantes e moradores de Greenwich Village estiveram envolvidos em organizações políticas que efetivamente conseguiram mobilizar uma comunidade gay grande e coesa nas semanas e meses seguintes. A faceta mais significativa dos tumultos de Stonewall, no entanto, foi a comemoração do ocorrido na rua Christopher no Liberation Day, que cresceu nos eventos anuais do orgulho gay em todo o mundo.
O meio da década de 1990 foi marcado pela inclusão de bissexuais como um grupo representado dentro da comunidade gay, quando eles procuraram ser incluídos na plataforma da Marcha em Washington pelos Direitos e Libertação de Lésbicas, Gays e Bissexuais em 1993. As pessoas transgênero também pediram para ser incluídas, mas não o eram, embora uma linguagem trans-inclusiva fosse adicionada à lista de demandas da marcha. A comunidade transgênero continuou ser simultaneamente bem-vinda e rejeitada pela comunidade gay, sendo que atitudes sobre a orientação sexual binária e fluida e o gênero desenvolvido se tornaram cada vez mais em conflituosas. Em 1994, a cidade de Nova York celebrou "Stonewall 25" com uma marcha que passou pela sede das Nações Unidas e o Central Park. As estimativas colocam o comparecimento em 1,1 milhão de pessoas. Sylvia Rivera liderou uma marcha alternativa em Nova York em 1994 para protestar contra a exclusão de pessoas transexuais dos eventos. A participação nos eventos de orgulho LGBT cresceu substancialmente ao longo das décadas. A maioria das grandes cidades do mundo agora tem algum tipo de demonstração LGBT. Os eventos de orgulho gay em algumas cidades marcam a maior celebração anual na área. A tendência crescente de comercializar as marchas — com eventos que receberam patrocínio corporativo — causou preocupação pelo fim da autonomia das demonstrações de base originais que colocaram o ativismo nas mãos dos indivíduos.
Em junho de 1999, o Departamento do Interior dos Estados Unidos designou os números 51 e 53 da rua Christopher e as ruas circundantes como um Marco Histórico Nacional, o primeiro com significado para a comunidade de lésbicas, gays, bissexuais e transgêneros. Em uma cerimônia de dedicação, o então secretário adjunto do Departamento do Interior, John Berry, declarou: "Deixe-se sempre lembrar que aqui — neste local — os homens e as mulheres ficaram orgulhosos, eles ficaram firmes, para que pudéssemos ser quem somos, para que pudéssemos trabalhar onde queremos, viver onde escolhemos e amarmos a quem nossos corações desejarem". O próprio Stonewall Inn foi nomeado Marco Histórico Nacional em 2000 e está localizado no distrito histórico de Greenwich Village, uma área preservada.
Em 1 de junho de 2009, o presidente Barack Obama declarou o mês de lésbicas, gays, bissexuais e transgêneros, citando os tumultos como motivo para "se comprometer a alcançar a igualdade de justiça de acordo com a lei para os americanos LGBT". O ano marcou o 40º aniversário dos tumultos, dando aos jornalistas e ativistas uma reflexão sobre os progressos realizados desde 1969. Frank Rich no The New York Times observou que não existe uma legislação federal para proteger os direitos dos homossexuais americanos. Um editorial na Washington Blade comparou o ativismo desalinhado e violento durante e após os tumultos de Stonewall à resposta sem graça às promessas falhadas feitas pelo presidente Obama; por serem ignorados, os ricos ativistas LGBT reagiram prometendo dar menos dinheiro às causas democráticas. Dois anos depois, o Stonewall Inn serviu de ponto de partida para comemorações após o senado de Nova York aprovar o casamento homossexual. O ato foi assinado em lei pelo então governador Andrew Cuomo em 24 de junho de 2011.
Obama também fez referência aos tumultos de Stonewall em um apelo à igualdade total durante seu segundo discurso inaugural em 21 de janeiro de 2013:
Nós, o povo, declaramos hoje que as verdades mais evidentes — que todos nós somos criados iguais — é ainda a estrela que nos guia; assim como guiou nossos antepassados através de Seneca Falls, Selma e Stonewall. (...) Nossa jornada não está completa até que nossos irmãos e irmãs gays sejam tratados como qualquer outra pessoa de acordo com a lei — pois se somos realmente criados iguais, então certamente o amor o qual nos comprometemos uns com os outros também deve ser igual.

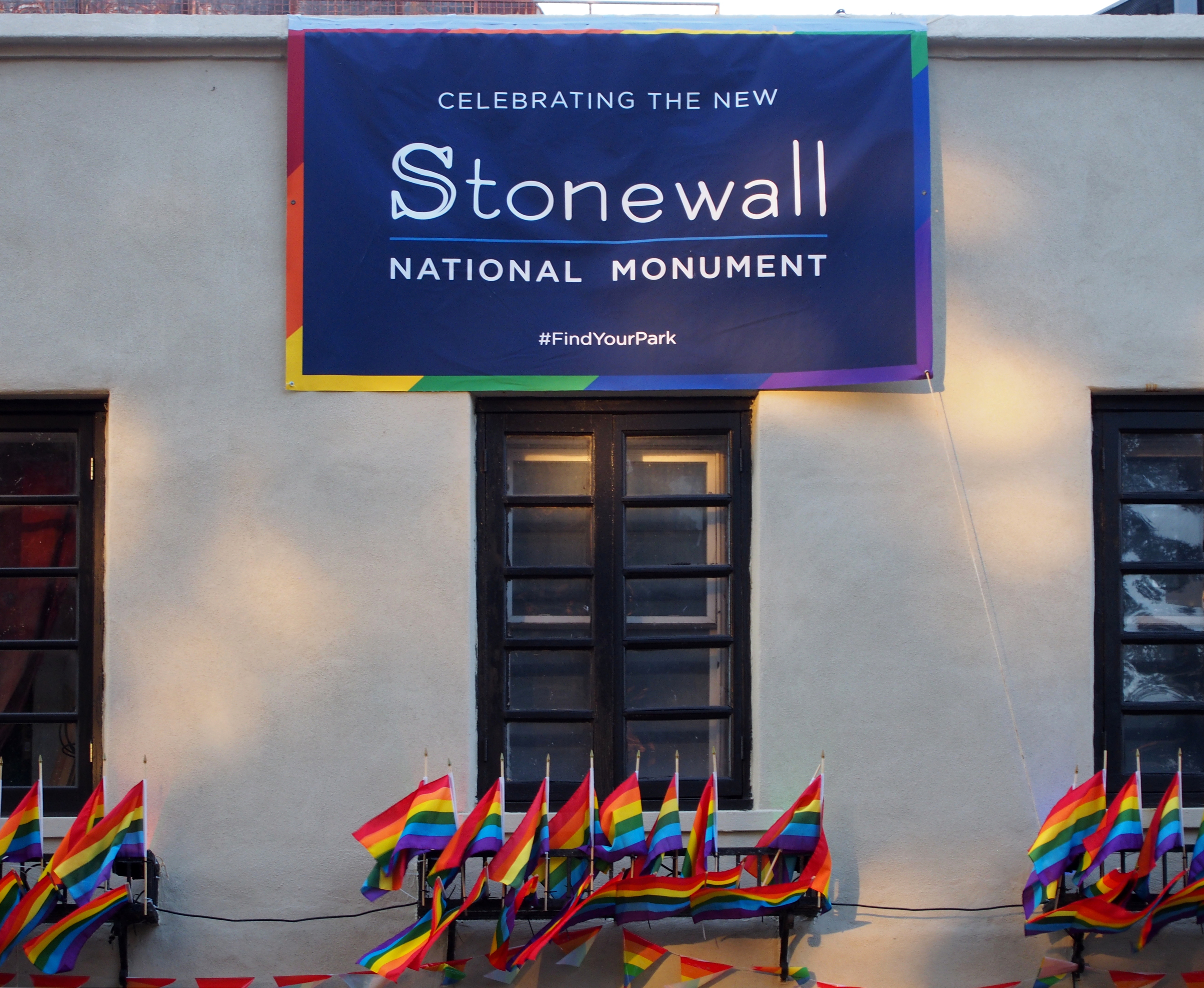
Uma faixa pendurada no topo do prédio no dia seguinte ao discurso do presidente Barack Obama.

Este foi um momento histórico, sendo a primeira vez que um presidente mencionou os direitos dos homossexuais ou a palavra "gay" em um discurso inaugural.
Em 2014, um marcador dedicado aos tumultos de Stonewall foi incluído na Legacy Walk, uma exibição pública ao ar livre em Chicago comemorando a história e as pessoas LGBT.
Em 29 de maio de 2015, a Comissão de Preservação de Marcos da Cidade de Nova York anunciou que consideraria oficialmente a designação do Stonewall Inn como um marco, tornando-se o primeiro local da cidade a ser considerado com base apenas em seu significado cultural LGBT. Em 23 de junho de 2015, a Comissão aprovou por unanimidade a designação do Stonewall Inn como marco.

### Monumento nacional
Em 24 de junho de 2016, o presidente Obama anunciou o estabelecimento do Monumento Nacional Stonewall, um local de 7,7 acres para ser administrado pelo Serviço Nacional de Parques. A designação, que seguiu a transferência do parque da cidade para o governo federal, protege a rua Christopher e as áreas adjacentes, em um total de mais de sete hectares; o Stonewall Inn está dentro dos limites do monumento, mas permanece de propriedade privada. A National Park Foundation formou uma nova organização sem fins lucrativos para arrecadar fundos para exposições interpretativas do monumento.